# Бернед, Франк
Франк Бернед (фр. Franck Bernède; род. 1958, Дижон) — французский виолончелист, музыкальный педагог и организатор.
Первые уроки музыки получил у своего отца, скрипача и дирижёра Жана Клода Бернеда. В дальнейшем учился виолончели в Лионской консерватории, Академии музыки имени Сибелиуса и Парижской консерватории. Увлёкшись барочной музыкой, выступал в составе ведущих коллективов старинной музыки — в частности, в ансамбле «Le Concert des Nations» Жорди Савалля, Барочном ансамбле Лиможа Кристофа Куана, ансамбле «Процветающие искусства» Уильяма Кристи. Одновременно Бернед заинтересовался азиатской музыкальной культурой, прежде всего гималайской. В последние годы концертная и педагогическая деятельность Бернеда происходит преимущественно в Азии. Будучи приглашённым профессором Джакартской консерватории, он впервые исполнил в Индонезии виолончельные сюиты Иоганна Себастьяна Баха на аутентичном инструменте; выступления Бернеда с концертами из шедевров европейском музыки проходят в Непале, Шри-Ланке и др.
Одновременно Бернед защитил в 2004 г. в Высшей Школе социальных наук в Париже диссертацию по этномузыковедению. С того же года он является профессором виолончели, барочной музыки и этномузыковедения в Университете китайской культуры в Тайбэе, основателем Центра барочной музыки имени Педрини в этом университете. Кроме того, с 2001 г. Бернед руководит Исследовательским центром Сингини, задача которого сохранение и пропаганда музыкальной культуры Гималаев. В 2005 г. организовал первое выступление музыкантов и артистов Центральных Гималаев в Париже — программу «Gandharva Vidya».